# 第二國度 白色聖灰的女王
《第二國度 白色聖灰的女王》是一款於2011年11月7日在日本發售的PlayStation 3專用遊戲軟體，为角色扮演游戏系列二之国。最大特色是利用即時運算的3D畫面表現出吉卜力工作室的動畫風格，動畫影片則是沿用自前作《漆黑的魔導士》。
《白色聖灰的女王》和《漆黑的魔導士》分享相同的世界觀設定和基本概念，但在劇情方面甚至結局設計都有所不同。作為副標題的「白色聖灰的女王」是PS3版本的新角色。由於PS3版本並沒有像DS版本中的描繪「ROON」的要素，因此标准版的包裝中未附送實體的魔法指南書，而是以電子版的形式收錄於遊戲中。只有购买本游戏的PS3主机同捆版才会附送实体魔法书。除此之外，《白色聖灰的女王》也邀請蘆田愛菜和比嘉愛未加入了配音陣容。
相關報導確認了本作將會於2012年在歐美地區推出英文版本，LEVEL-5則表示英文版本將會由万代南梦宫游戏發行。